# NRK mP3
NRK mP3 est une station de radio publique norvégienne appartenant au groupe Norsk rikskringkasting (NRK), fondée en 2000. Cette radio, au format top 40 (en), base sa programmation musicale sur des titres de la musique urban, pop, et dance.
NRK mP3 est diffusée en modulation de fréquence (FM) et en numérique (DAB) dans l'ensemble du pays, et peut être écoutée dans le reste du monde en streaming sur Internet.